# Лениново сельское поселение
Лениново сельское поселение (укр. Леніново сільське поселення, крымскотат. Еди Къую кой юрту, Yedi Quyu köy yurtu) — муниципальное образование в Ленинском районе Республики Крым России.
Административный центр и единственный населённый пункт сельского поселения — посёлок городского типа Ленино (учитываемый Крымстатом как сельский населённый пункт).

## Население
| 2001  | 2009  | 2010  | 2011  | 2012  | 2013  | 2014  |
| ----- | ----- | ----- | ----- | ----- | ----- | ----- |
| 8451  | ↘7964 | ↘7926 | ↗7936 | ↘7910 | ↘7881 | ↘7875 |
| 2015  | 2016  | 2017  | 2018  | 2019  | 2020  | 2021  |
| ↘7871 | ↘7747 | ↘7636 | ↘7529 | ↘7426 | ↘7261 | ↗7362 |

## История
В советское время (до 1926 года) был образован Семи-Колодезянский сельсовет, который позже (с переименованием райцентра в 1957 году) был переименован в Ленинский поселковый совет.
Статус и границы Лениново сельского поселения установлены Законом Республики Крым от 5 июня 2014 года № 15-ЗРК «Об установлении границ муниципальных образований и статусе муниципальных образований в Республике Крым».